# Hervé Lamizana
Pour les articles homonymes, voir Lamizana.
Hervé Lamizana, né le 22 janvier 1981, à Abidjan, en Côte d'Ivoire, est un joueur ivoirien de basket-ball. Il évolue aux postes d'ailier fort et de pivot.

## Carrière
Lamizana a joué pour l'équipe de basket-ball de l'université Rutgers. Il n'est pas sélectionné lors de la draft NBA. Lors de la saison 2003-2004 à l'université Rutgers, il atteint 102 contres et prend 252 rebonds.

## Carrière professionnelle
Sa première équipe professionnelle est en Turquie avec Türk Telekom Ankara, avec laquelle il joue en 2004. Plus tard dans la saison, il joue en Israël avec l'équipe de l'Hapoël Galil Elyon. Il reste en Israël la saison suivante avec l'Hapoël Tel-Aviv puis joue en Corée du Sud pour les Anyang KT & G Kites. En 2006, il joue en Chine pour les Lions de Shangdong. En 2011 et 2012, il joue à Porto Rico avec les équipes Indios de Mayagüez et Vaqueros de Bayamón. En 2013, Hervé Laminaza joue pour les Yulon Luxgen Dinos de la Basketball League Super, la ligue de basket-ball professionnelle à Taiwan. Il est nommé MVP du mois de janvier 2013 avec des moyennes de 20,7 points, 12,2 rebonds, 3,2 contres et menant son équipe à un bilan de 4 victoires pour 2 défaites. En septembre 2014, il signe avec Halcones UV Xalapa du Mexique. Le mois suivant, il quitte Halcones après être apparu dans seulement cinq matches de championnat. En février 2015, il re-signe avec Yulon Dinos de Taiwan. En avril 2015, il signe avec Trotamundos de Carabobo du Venezuela pour le reste de la saison 2015. En juin 2015, il signe avec Reales de La Vega de la République dominicaine.